# Ectopistes migratorius
La paloma migratoria, paloma de la Carolina o paloma pasajera (Ectopistes migratorius) es una especie de ave extinta, que pertenecía al orden de las Columbiformes, el mismo grupo en el que se clasifican las tórtolas y palomas comunes. Se trata del animal que ha sufrido el declive poblacional más acusado de la historia reciente, pues en un solo siglo pasó de ser el ave más abundante de Norteamérica (y tal vez del mundo) a engrosar la lista de especies extintas. Sus grandes bandadas de miles de individuos oscurecían la luz y el calor a su paso, y el aleteo producía brisa y ruido.
La paloma migratoria era sexualmente dimórfica en tamaño y coloración. El macho tenía 390 a 410 mm (15,4 a 16,1 plg) de largo, principalmente gris en las partes superiores, más claro en las partes inferiores, con iridiscentes plumas bronceadas en el cuello, y manchas negras en las alas. La hembra medía 38 a 40 cm, y era más apagada y morena que el macho en general. El juvenil era similar a la hembra, pero sin irisaciones. Habitaba principalmente en los bosques caducifolios del este de América del Norte y también se registró en otros lugares, pero se crio principalmente alrededor de los Grandes Lagos. La paloma migraba en enormes bandadas, en busca constante de comida, refugio y lugares de reproducción, y una vez fue el ave más abundante en América del Norte, con alrededor de 3 mil millones y posiblemente hasta 5 mil millones. Un volador muy rápido, la paloma mensajera podría alcanzar una velocidad de 100 km/h (62,1 mph). El pájaro se alimentaba principalmente de semillas, y también de frutas e invertebrados. Practicaba el dormitorio comunal y la cría comunal, y su gregarismo extremo puede estar relacionado con la búsqueda de alimento y la saciedad de los depredadores.

## Taxonomía

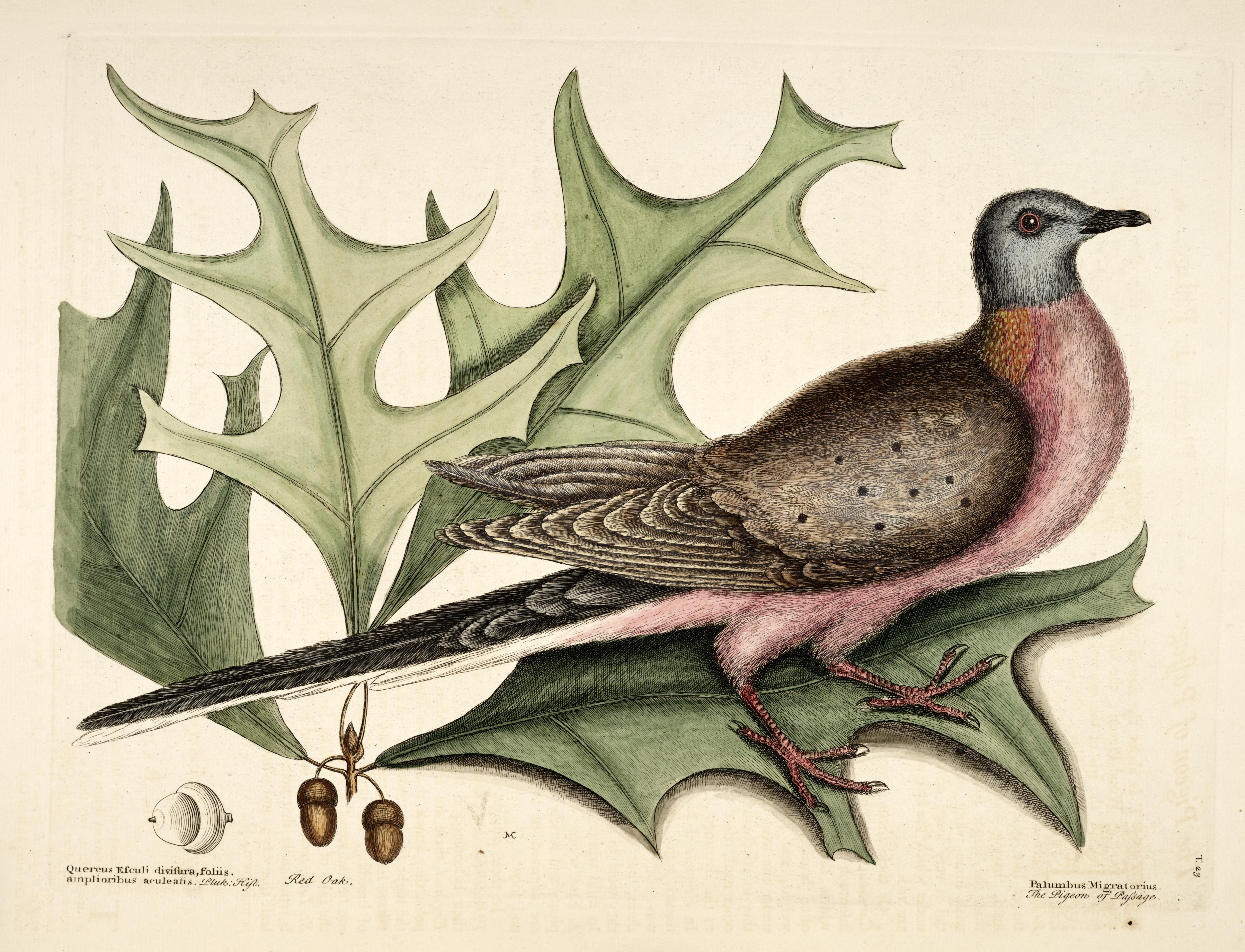
Primera ilustración publicada de la especie (un macho), Mark Catesby, 1731

El naturalista sueco Carlos Linneo acuñó el nombre binomial Columba macroura tanto para la  paloma de luto como para la paloma mensajera en la edición de 1758 de su obra Systema Naturae (punto de partida de la nomenclatura biológica), en la que parece que consideraba a ambas idénticas. Esta descripción compuesta citaba relatos de estas aves en dos libros anteriores a Linneo. Uno de ellos era la descripción de la paloma mensajera de Mark Catesby, publicada en su obra de 1731 a 1743 Natural History of Carolina, Florida and the Bahama Islands, que se refería a esta ave como Palumbus migratorius, y que iba acompañada de la primera ilustración publicada de la especie. La descripción de Catesby se combinó con la descripción de 1743 de la paloma de luto de George Edwards, que utilizó el nombre C. macroura para esa ave. No hay nada que sugiera que Linneo haya visto alguna vez especímenes de estas aves, y se cree que su descripción deriva totalmente de estos relatos anteriores y sus ilustraciones. En su edición de 1766 de Systema Naturae, Linneo abandonó el nombre C. macroura, y en su lugar utilizó el nombre C. migratoria para la paloma mensajera, y C. carolinensis para la paloma de luto. En la misma edición, Linneo también dio el nombre de C. canadensis, basándose en Turtur canadensis, tal como lo utilizó Mathurin Jacques Brisson en 1760. Más tarde se demostró que la descripción de Brisson se basaba en una paloma mensajera hembra.
En 1827 William Swainson trasladó la paloma mensajera del género Columba al nuevo género monotípico Ectopistes, debido en parte a la longitud de las alas y la forma de cuña de la cola. En 1906 Outram Bangs sugirió que como Linneo había copiado íntegramente el texto de Catesby al acuñar C.  macroura, este nombre debería aplicarse a la paloma mensajera, como E. macroura. En 1918 Harry C. Oberholser sugirió que C. canadensis debería tener precedencia sobre C. migratoria (como E. canadensis), ya que aparecía en una página anterior del libro de Linneo. En 1952 Francis Hemming propuso que la Comisión Internacional de Nomenclatura Zoológica (ICZN) asegurara el nombre específico macroura para la paloma de luto, y el nombre migratorius para la paloma mensajera, ya que éste era el uso previsto por los autores en cuyo trabajo Linneo había basado su descripción. Esto fue aceptado por la ICZN, que utilizó sus poderes plenarios para designar las especies con los nombres respectivos en 1955.

### Evolución

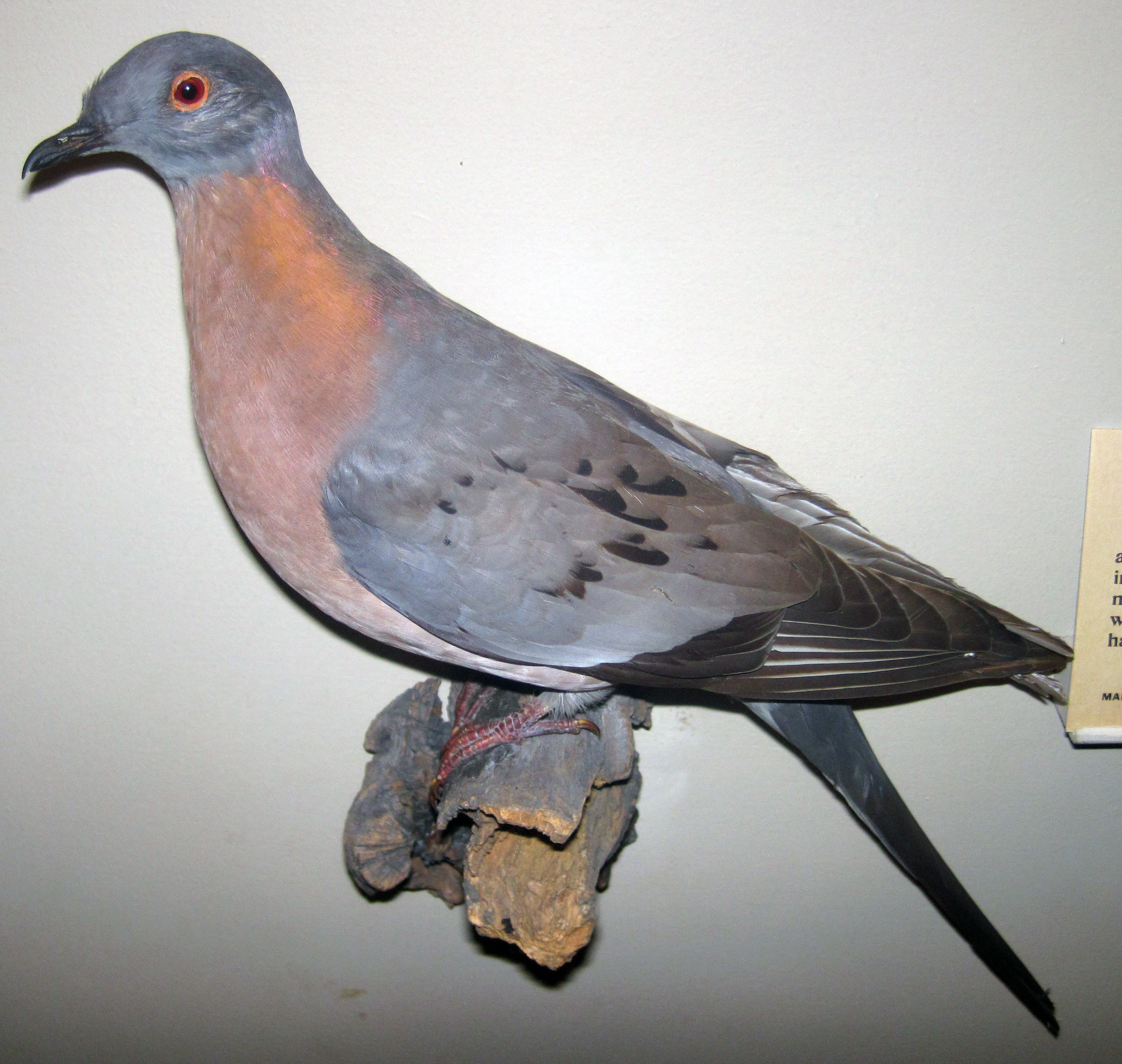
Paloma migratoria macho montada, Museo Field de Historia Natural

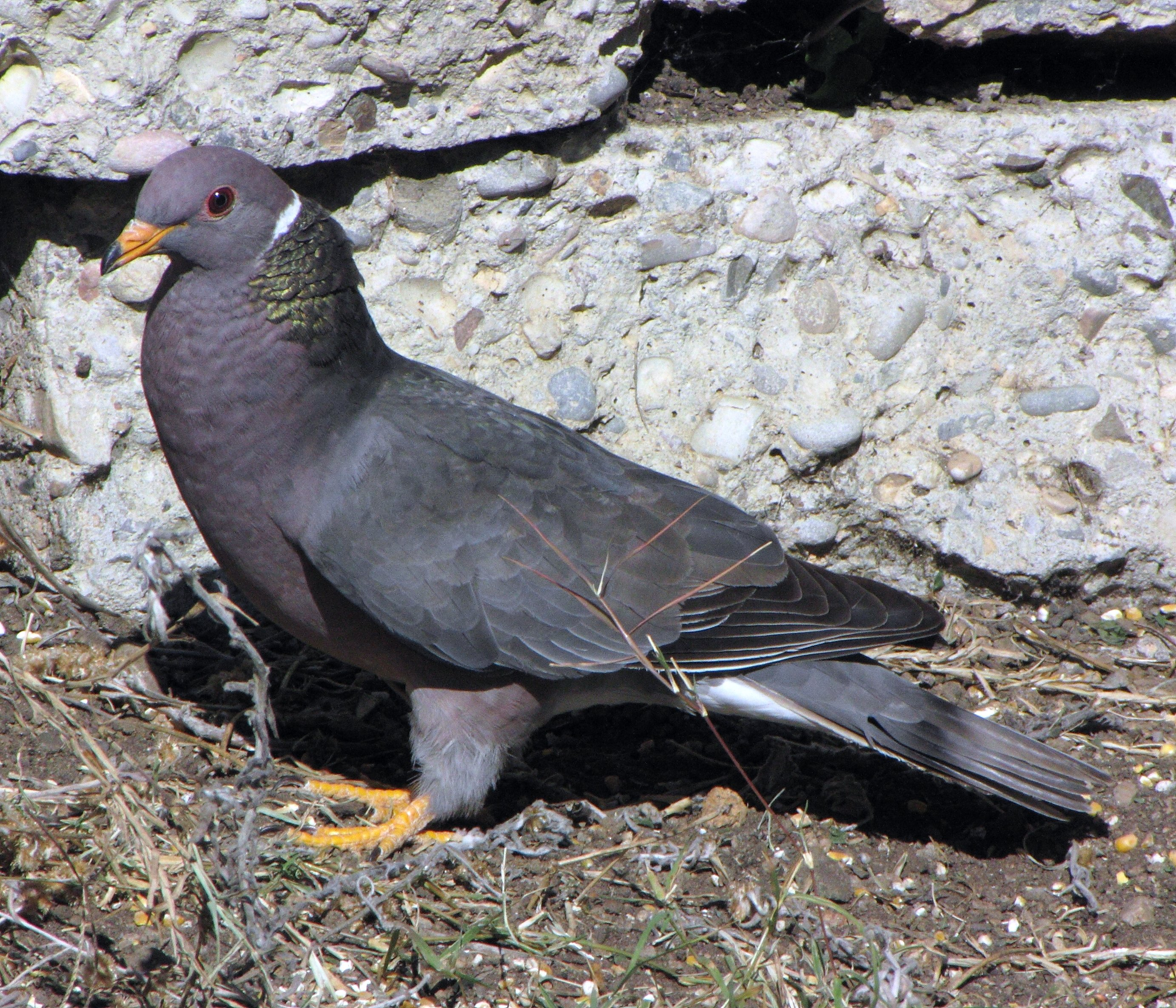
Paloma rabilarga, una especie del género emparentado Patagioenas

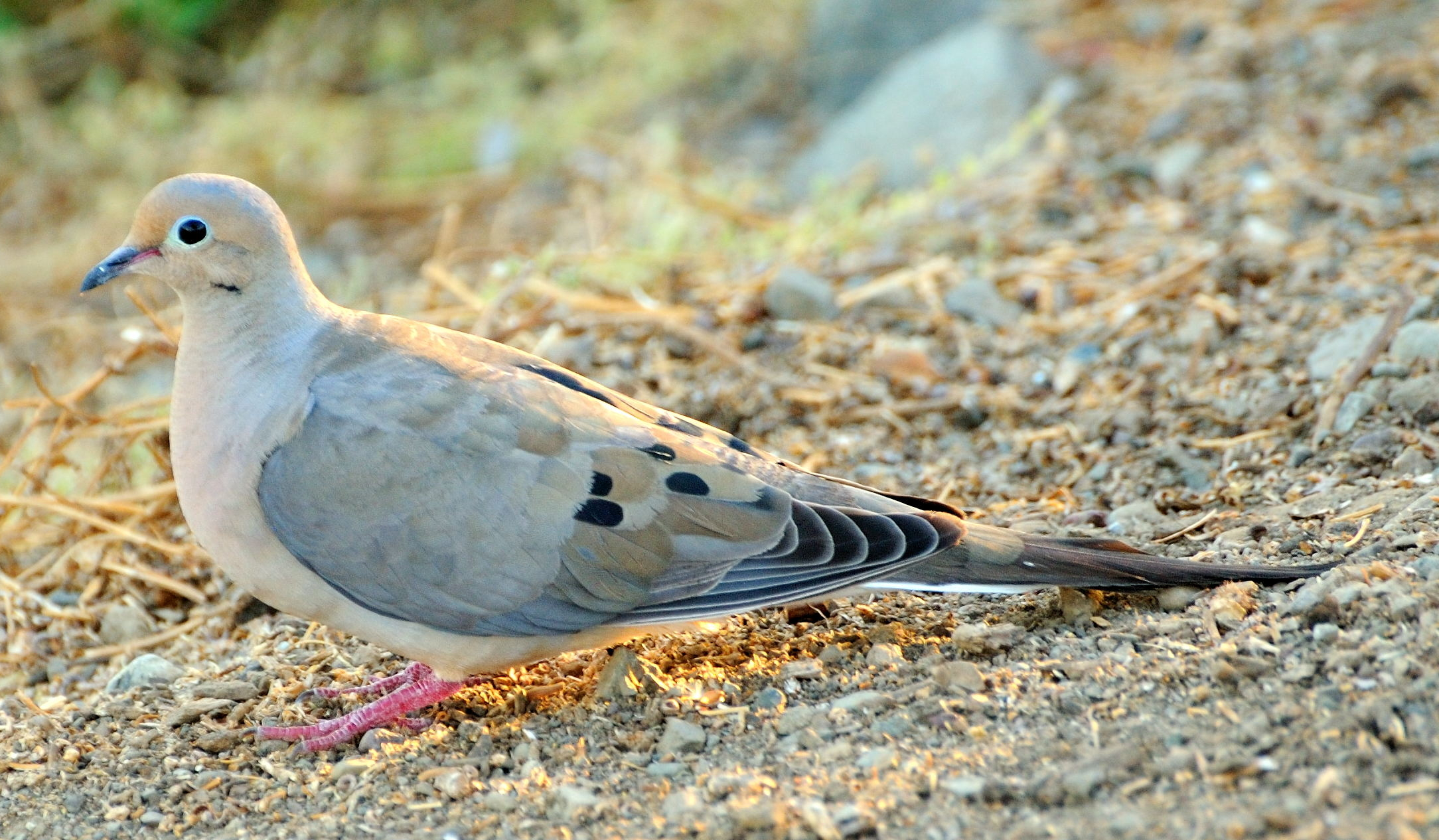
La paloma de luto, físicamente similar, no está estrechamente relacionada.

La paloma mensajera era un miembro de la familia de las palomas, Columbidae. El fósil más antiguo conocido del género es un húmero aislado (USNM 430960) conocido de la mina Lee Creek en Carolina del Norte en sedimentos pertenecientes a la Formación Yorktown, que data de la etapa Zancliense del Plioceno, hace entre 5,3 y 3,6 millones de años. Durante mucho tiempo se pensó que sus parientes vivos más cercanos eran las zenaidas, basándose en razones morfológicas, en particular la paloma de luto físicamente similar (ahora Z. macroura). Incluso se llegó a sugerir que la paloma de luto pertenecía al género Ectopistes y algunos autores la catalogaron como E. carolinensis, entre ellos Thomas Mayo Brewer. La paloma mensajera descendía supuestamente de palomas Zenaida que se habían adaptado a los bosques de las llanuras del centro de Norteamérica.
La paloma mensajera se diferenciaba de las especies del género Zenaida en que era más grande, carecía de raya facial, era  sexualmente dimórfica y tenía plumas iridiscentes en el cuello y una nidada más pequeña. En un estudio realizado en 2002 por la genetista estadounidense Beth Shapiro y otros, se incluyeron por primera vez especímenes de museo de la paloma mensajera en un análisis de ADN antiguo (en un artículo centrado principalmente en el dodo), y se descubrió que era el taxón hermano del género de palomas cuco Macropygia. En cambio, se demostró que las palomas Zenaida estaban emparentadas con las palomas-codorniz del género Geotrygon y las palomas Leptotila.
En cambio, un estudio más extenso de 2010 demostró que la paloma mensajera estaba más estrechamente emparentada con las palomas Patagioenas del Nuevo Mundo, incluida la  paloma de cola en banda (P. fasciata) del oeste de Norteamérica, que están emparentadas con las especies del sudeste asiático de los géneros Turacoena, Macropygia y Reinwardtoena'. Este clado también está relacionado con las palomas Columba y Streptopelia del Viejo Mundo (denominadas colectivamente "palomas y tórtolas típicas"). Los autores del estudio sugirieron que los antepasados de la paloma mensajera podrían haber colonizado el Nuevo Mundo desde el sudeste asiático volando a través del océano Pacífico, o quizás a través de Beringia en el norte.
En un estudio de 2012, se analizó por primera vez el ADN nuclear de la paloma mensajera y se confirmó su parentesco con la paloma Patagioenas. A diferencia del estudio de 2010, estos autores sugirieron que sus resultados podrían indicar que los antepasados de la paloma mensajera y sus parientes del Viejo Mundo podrían haberse originado en la región neotropical del Nuevo Mundo.
El cladograma a continuación sigue el estudio de ADN de 2012 que muestra la posición de la paloma mensajera entre sus parientes más cercanos:

|  | \| \| Macropygia (cuckoo-doves) \| \| \| \| \| \| Reinwardtoena \| \| \| \| |
|  |                                                                             |
|  | Turacoena                                                                   |
|  |                                                                             |
|  | Macropygia (cuckoo-doves)                                                   |
|  |                                                                             |
|  | Reinwardtoena                                                               |
|  |                                                                             |

|  | Macropygia (cuckoo-doves) |
|  |                           |
|  | Reinwardtoena             |
|  |                           |

|  | Columba (Old World pigeons)                    |
|  |                                                |
|  | Streptopelia (turtle doves and collared doves) |
|  |                                                |

|  | \| \| Macropygia (cuckoo-doves) \| \| \| \| \| \| Reinwardtoena \| \| \| \| |
|  |                                                                             |
|  | Turacoena                                                                   |
|  |                                                                             |
|  | Macropygia (cuckoo-doves)                                                   |
|  |                                                                             |
|  | Reinwardtoena                                                               |
|  |                                                                             |

|  | Macropygia (cuckoo-doves) |
|  |                           |
|  | Reinwardtoena             |
|  |                           |

|  | Columba (Old World pigeons)                    |
|  |                                                |
|  | Streptopelia (turtle doves and collared doves) |
|  |                                                |

|  | Patagioenas (New World pigeons) |
|  |                                 |
|  | Ectopistes (passenger pigeon)   |
|  |                                 |

|  | \| \| Macropygia (cuckoo-doves) \| \| \| \| \| \| Reinwardtoena \| \| \| \| |
|  |                                                                             |
|  | Turacoena                                                                   |
|  |                                                                             |
|  | Macropygia (cuckoo-doves)                                                   |
|  |                                                                             |
|  | Reinwardtoena                                                               |
|  |                                                                             |

|  | Macropygia (cuckoo-doves) |
|  |                           |
|  | Reinwardtoena             |
|  |                           |

|  | Columba (Old World pigeons)                    |
|  |                                                |
|  | Streptopelia (turtle doves and collared doves) |
|  |                                                |

|  | \| \| Macropygia (cuckoo-doves) \| \| \| \| \| \| Reinwardtoena \| \| \| \| |
|  |                                                                             |
|  | Turacoena                                                                   |
|  |                                                                             |
|  | Macropygia (cuckoo-doves)                                                   |
|  |                                                                             |
|  | Reinwardtoena                                                               |
|  |                                                                             |

|  | Macropygia (cuckoo-doves) |
|  |                           |
|  | Reinwardtoena             |
|  |                           |

|  | Columba (Old World pigeons)                    |
|  |                                                |
|  | Streptopelia (turtle doves and collared doves) |
|  |                                                |

|  | Patagioenas (New World pigeons) |
|  |                                 |
|  | Ectopistes (passenger pigeon)   |
|  |                                 |

|  | \| \| Macropygia (cuckoo-doves) \| \| \| \| \| \| Reinwardtoena \| \| \| \| |
|  |                                                                             |
|  | Turacoena                                                                   |
|  |                                                                             |
|  | Macropygia (cuckoo-doves)                                                   |
|  |                                                                             |
|  | Reinwardtoena                                                               |
|  |                                                                             |

|  | Macropygia (cuckoo-doves) |
|  |                           |
|  | Reinwardtoena             |
|  |                           |

|  | Columba (Old World pigeons)                    |
|  |                                                |
|  | Streptopelia (turtle doves and collared doves) |
|  |                                                |

|  | \| \| Macropygia (cuckoo-doves) \| \| \| \| \| \| Reinwardtoena \| \| \| \| |
|  |                                                                             |
|  | Turacoena                                                                   |
|  |                                                                             |
|  | Macropygia (cuckoo-doves)                                                   |
|  |                                                                             |
|  | Reinwardtoena                                                               |
|  |                                                                             |

|  | Macropygia (cuckoo-doves) |
|  |                           |
|  | Reinwardtoena             |
|  |                           |

|  | Columba (Old World pigeons)                    |
|  |                                                |
|  | Streptopelia (turtle doves and collared doves) |
|  |                                                |

|  | Patagioenas (New World pigeons) |
|  |                                 |
|  | Ectopistes (passenger pigeon)   |
|  |                                 |

|  | \| \| Macropygia (cuckoo-doves) \| \| \| \| \| \| Reinwardtoena \| \| \| \| |
|  |                                                                             |
|  | Turacoena                                                                   |
|  |                                                                             |
|  | Macropygia (cuckoo-doves)                                                   |
|  |                                                                             |
|  | Reinwardtoena                                                               |
|  |                                                                             |

|  | Macropygia (cuckoo-doves) |
|  |                           |
|  | Reinwardtoena             |
|  |                           |

|  | Columba (Old World pigeons)                    |
|  |                                                |
|  | Streptopelia (turtle doves and collared doves) |
|  |                                                |

|  | \| \| Macropygia (cuckoo-doves) \| \| \| \| \| \| Reinwardtoena \| \| \| \| |
|  |                                                                             |
|  | Turacoena                                                                   |
|  |                                                                             |
|  | Macropygia (cuckoo-doves)                                                   |
|  |                                                                             |
|  | Reinwardtoena                                                               |
|  |                                                                             |

|  | Macropygia (cuckoo-doves) |
|  |                           |
|  | Reinwardtoena             |
|  |                           |

|  | Columba (Old World pigeons)                    |
|  |                                                |
|  | Streptopelia (turtle doves and collared doves) |
|  |                                                |

|  | Patagioenas (New World pigeons) |
|  |                                 |
|  | Ectopistes (passenger pigeon)   |
|  |                                 |

El ADN de los especímenes antiguos de museo suele estar degradado y fragmentado, y los especímenes de paloma mensajera se han utilizado en varios estudios para descubrir métodos mejorados de análisis y ensamblaje de genomas a partir de dicho material. Las muestras de ADN suelen tomarse de las almohadillas de los dedos de las pieles de las aves en los museos, ya que esto puede hacerse sin causar daños significativos a los valiosos especímenes. La paloma mensajera no tenía subespecies conocidas. Hibridación se produjo entre la paloma mensajera y la  paloma de Berbería (Streptopelia risoria) en la pajarera de Charles Otis Whitman (que poseía muchas de las últimas aves cautivas hacia finales del siglo XX, y las mantenía con otras especies de palomas) pero la descendencia fue infértil.

## Características
Las palomas migratorias tenían el tamaño y aspecto general comunes entre sus parientes vivos. El plumaje era azul en cabeza y dorso, rojizo en el pecho y blanco en el vientre. Los ojos estaban rodeados de plumaje rojizo a modo de "gafas", y sobre las alas había algunas motas negras. También eran negras las plumas de los extremos de alas y cola.
Las hembras eran menores que los machos y de colores más apagados. El azul, muy pálido, solo estaba presente en éstas en la cabeza y parte de las alas, siendo el resto del dorso cobrizo o leonado. Las patas eran rojizas y desprovistas de plumas en ambos sexos.

## Hábitos
Esta especie era fuertemente social, se movilizaban desde primavera hasta otoño y estaban ampliamente difundidas por las regiones orientales y centrales de los Estados Unidos. Sus zonas de invernada se situaban en el golfo de México, desplazándose en bandadas de cientos de miles de individuos. Los testimonios de los primeros naturalistas que las describieron son simplemente asombrosos: las bandadas en plena emigración eran tan grandes que oscurecían el cielo a su paso y el aleteo que producían todos sus integrantes generaba una brisa y un ruido apreciables. La bandada más grande registrada medía 1,6 km de ancho, alrededor de 500 km de largo y tardaba catorce horas en cruzar una zona.

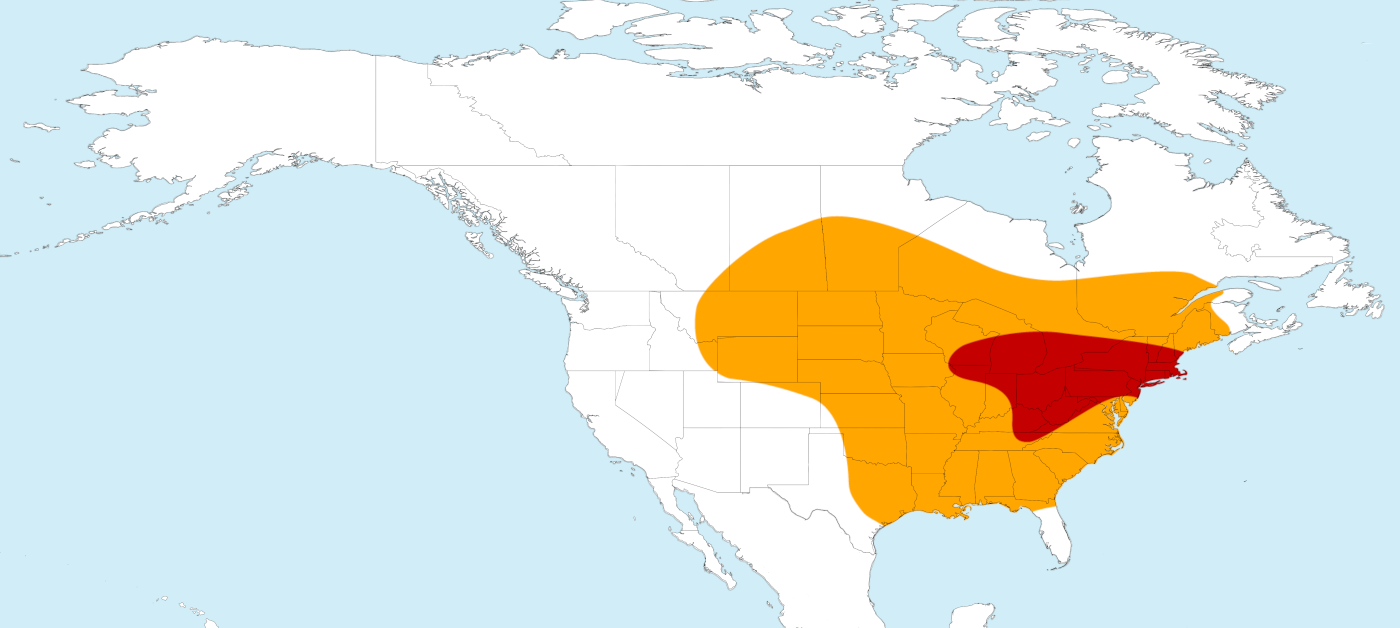
Áreas originales de anidación (rojo) e invernada (naranja) de la paloma migratoria.

Las palomas realizaban estas migraciones multitudinarias para dirigirse a su zona de anidación, localizada en el noreste de Estados Unidos, y luego para regresar de vuelta a su área de invernada, situada alrededor de esta y extendida desde Quebec y Saskatchewan, en Canadá, hasta el golfo de México. Por el oeste alcanzaban las primeras estribaciones de las Montañas Rocosas.
Una vez en la zona de anidación, los animales dedicaban un par de días al cortejo y el apareamiento. El macho desvelaba sus intenciones volando en círculos sobre la hembra y luego intentando frotar su cuello sobre el de ella. En caso de mostrarse receptiva, el macho construía un nido con ramas pequeñas y después de aparearse, la hembra depositaba un único huevo en su interior. Tras esto, la pareja se turnaba para incubar el huevo durante trece días, al cabo de los cuales hacía eclosión, y luego alimentaba a su único polluelo entre quince y diecisiete días más. El único alimento que el pequeño recibía durante ese tiempo era leche de paloma, alimentos semidigeridos y almacenados por sus padres en el buche, que luego eran regurgitados a la cría. Con este nutritivo alimento, los polluelos crecían tan rápidamente que a las dos semanas ya les salían plumas y solo unos días después de esto abandonaban el nido y se independizaban. Para comunicarse entre ellas, las palomas migratorias usaban una colección de sonidos roncos similares a un "¡kek!" que significaba diferentes cosas según lo fuerte, modulado o repetido que se pronunciase. En contadas ocasiones emitían también un suave arrullo.
La alimentación era muy variada y se producía por igual en los árboles, arbustos y suelo. Los alimentos ingeridos más frecuentemente eran nueces, bayas, bellotas, insectos y otros pequeños invertebrados, alimentos que encontraban en su biotopo natural, constituido por extensos bosques de fronda.

## Extinción

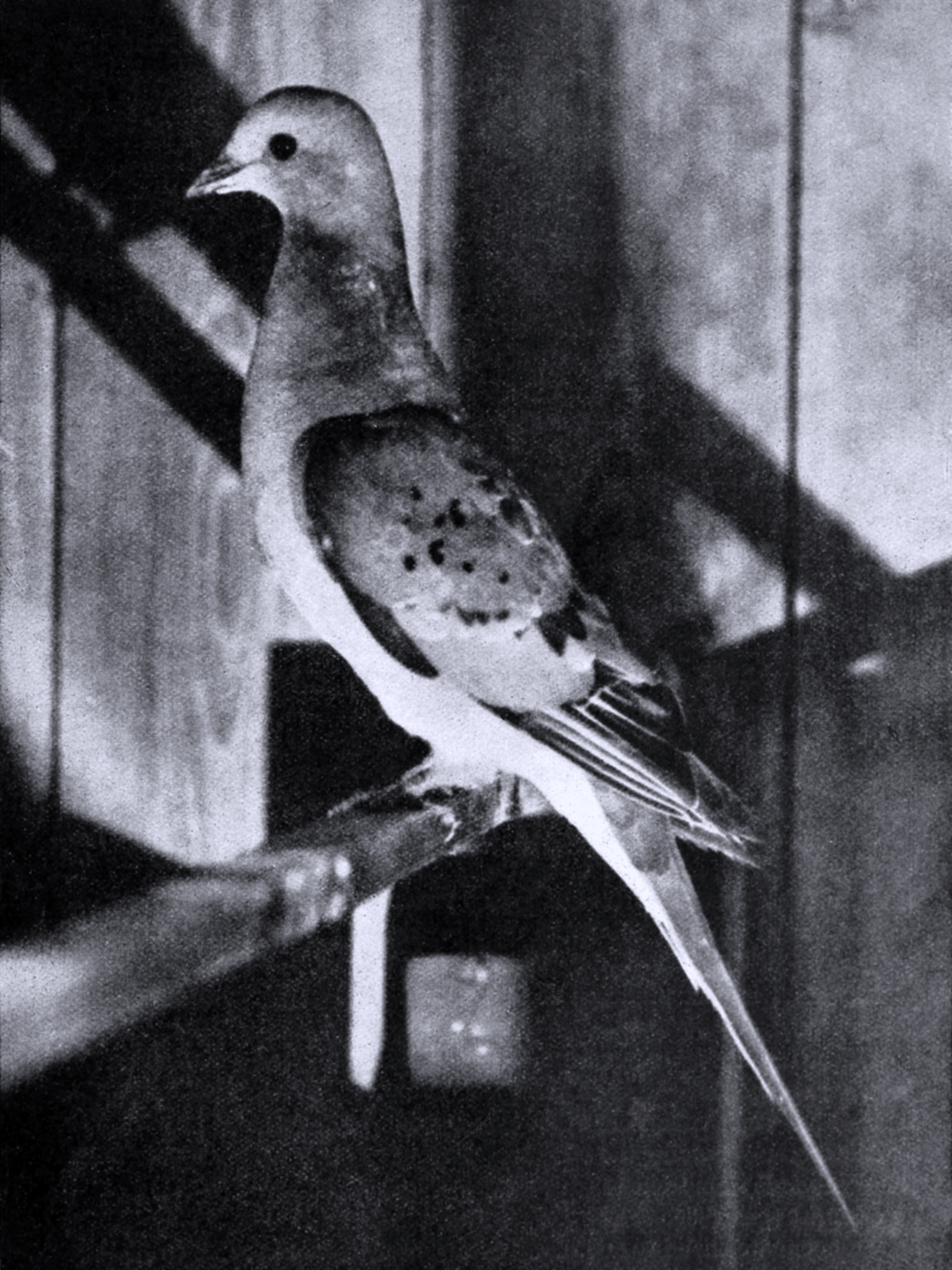
Paloma migratoria hembra en cautividad, fotografiada en 1898.

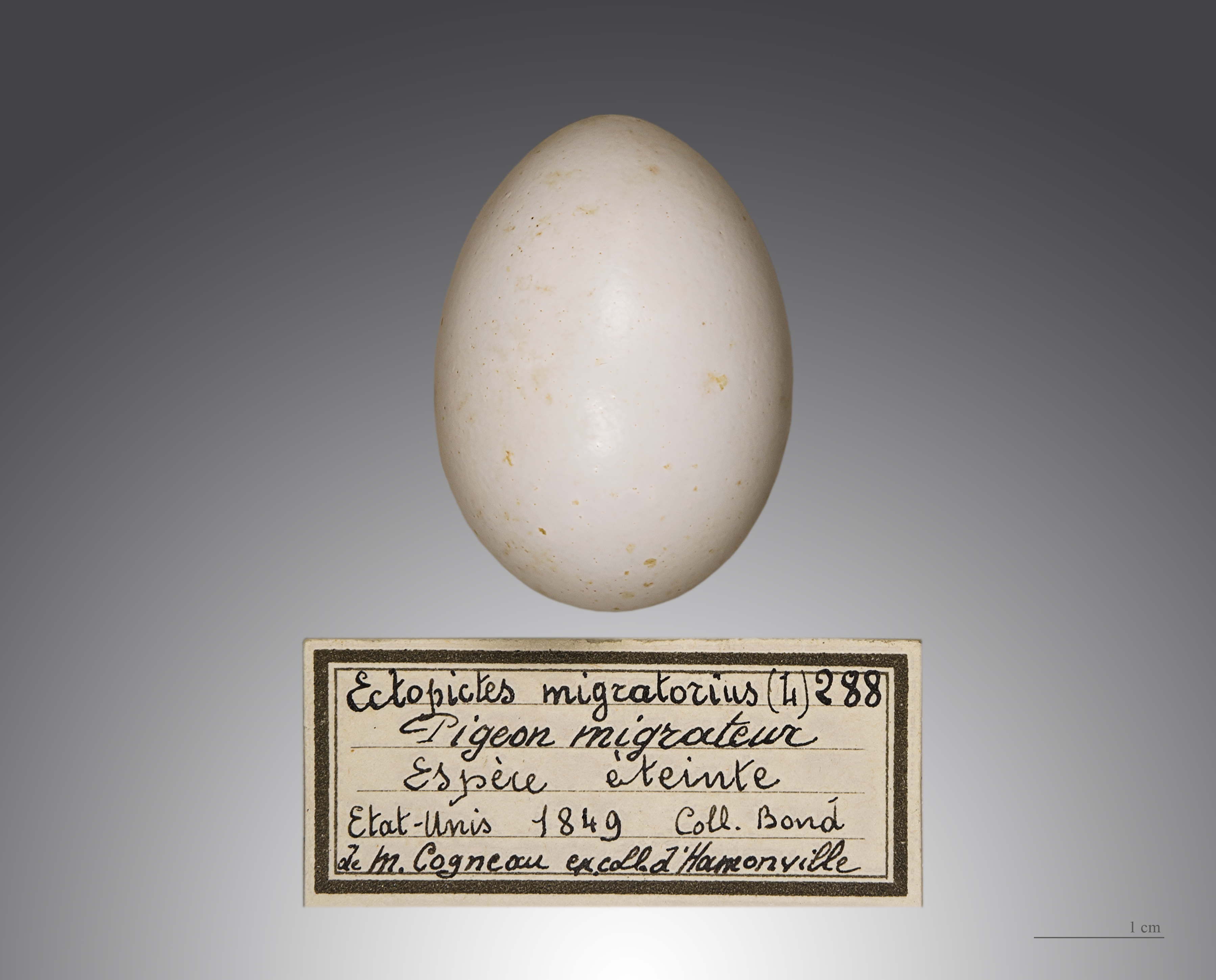
Huevo de Ectopistes migratorius.

Pasó de ser el ave más abundante de Norteamérica a estar extinta. Estas aves fueron cazadas de forma masiva desde el principio, con el fin de aprovechar su grasa, plumas y carne, que servía tanto para alimentar personas como para fabricar piensos para animales domésticos, sobre todo para los cerdos. Su carne era frecuentemente consumida por las clases más humildes, ya que era más barata que la de cualquier otro animal. En 1805 en Nueva York un par de palomas costaba solo dos centavos. Con la expansión del ferrocarril y la emigración de colonos hacia el oeste la caza y consumo de la paloma migratoria aumentó de forma increíble, y muchas personas se convirtieron en cazadores especializados de estas aves. Los colonos tenían poca simpatía a las palomas viajeras por su elevado número y porque se interesaban cada vez más por las semillas que ellos esparcían sobre las grandes superficies de cultivo, por lo que, finalmente, se organizaron matanzas masivas en las grandes colonias. Ya en la década de 1850 comenzó a observarse un brusco declive en el número de individuos, aunque esto no impidió que se siguiera cazando al mismo ritmo. En 1871 su número se cifraba todavía en ciento treinta y seis millones de individuos. En 1885 pudieron observarse los últimos y pequeños reductos de cría.
El declive aumentó a la par que se destruían también los bosques donde habitaba esta especie para destinarlos a la agricultura. El comportamiento de cría de estas aves era muy especializado y fue la causa biológica que provocó su extinción definitiva. En la época de cría, las palomas migratorias se reunían en grandes colonias y ponían sus nidos tan juntos que muchas veces los árboles se quebraban bajo su peso. Los lugares de cría dependían de la oferta de alimentos y se fueron limitando a medida que progresaba la tala de los bosques. Sin embargo, las parejas incubaban un único huevo en cada periodo de cría, por lo que la existencia de la especie quedó amenazada cuando la mortalidad de los padres fue superior al ritmo de cría. A pesar del rápido crecimiento del pollo de la paloma migratoria, el hecho de que solo hubiese un huevo por nidada fue determinante para que la población no pudiese regenerarse a medida que se mataban más y más ejemplares. Para 1880 la situación ya era irreversible, por lo que se intentó iniciar algunos programas de cría en cautividad que fracasaron en todos los casos, probablemente debido a la estrecha dependencia entre la migración y la reproducción en esta especie, que impedía su cría en zoológicos. En 1896 se produjo el asalto a la última gran colonia de cría, matándose doscientos cincuenta mil ejemplares en un solo día que constituían el número total de los adultos en la zona. Las crías, huevos y nidos fueron abandonados al sol y los depredadores. Curiosamente, las palomas migratorias cazadas entonces no llegaron nunca al mercado porque el tren que las transportaba descarriló y sus cuerpos quedaron desparramados y abandonados a su alrededor.
La última paloma migratoria salvaje de la que se tiene noticia fue tiroteada por un niño en Ohio, en 1900. Desde entonces no se ha podido probar ningún avistamiento en la naturaleza. Martha, el último ejemplar mantenido en cautividad, murió debido a su avanzada edad de veintinueve años el 1 de septiembre de 1914 en su jaula del zoológico de Cincinnati. Fue congelada y enviada inmediatamente al Instituto Smithsoniano, donde se sigue exhibiendo hoy en día su cadáver disecado.
Durante un tiempo se dio por extintos junto a la paloma migratoria a sus dos parásitos comunes, los piojos Columbicola extinctus y Campanulotes defectus. Sin embargo, el primero fue redescubierto después sobre ejemplares de paloma encinera (Columba fasciata), y el segundo se identificó más tarde como perteneciente a la especie Campanulotes flavus, que infecta a varias palomas más. Parece que al menos estos parásitos supieron adaptarse a la desaparición de su huésped, aunque se ignora si hubo otros que no pudieron hacerlo.

## Etimología
Ectopistes: Nombre genérico que proviene del idioma griego ἐκτοπίζω que significa "desplazar". 
Migratorius: Epíteto latino que significa migratorio.